# Сергеев, Николай Михайлович
Николай Михайлович Сергеев (29 мая 1938, Москва — 10 декабря 2020, Москва) — советский и
российский физикохимик, доктор химических наук (1982), профессор (1993), специалист в области спектроскопии ЯМР.
Окончил Московский физико-технический институт, факультет химической кинетики и горения (1961). В 1961—1964 гг. — в аспирантуре МФТИ. В 1964—1968 гг. работал в Физико-химическом институте им. Л. Я. Карпова. С 1968 года работал на химическом факультете МГУ; последняя должность — ведущий научный сотрудник лаборатории физико-химических методов анализа строения вещества кафедры органической химии.
Основные работы посвящены ЯМР-спектроскопии органических соединений, изотопным эффектам в спектроскопии ЯМР, изучению протонного обмена в воде, метабономике. Выполнил ряд исследований по наукометрии, по истории и этике науки. Автор трёх монографий и более чем 350 научных работ. Один из наиболее цитируемых химиков
России.

## Краткая библиография
- Голованов И.Б., Пискунов А.К, Сергеев Н.М. Элементарное введение в квантовую биохимию. — М.: Наука, 1969. — 235 с. — ISBN 2-10-2/322-68.
- Сергеев Н.М. Спектроскопия ЯМР для химиков органиков. — М.: Издательство МГУ, 1981. — 279 с. — ISBN 1704050000.
- Сергеев Н.М. Через пять рукопожатий. — М.: Олимп-Бизнес, 2015. — 320 с. — ISBN 978-5-9693-0274-7.